# Цорбис
Цорбис (осет. Цъорбис; груз. წორბისი — Цорбиси) или Нижний Цорбис (осет. Дæллаг Цъорбис) — село в Закавказье. Согласно юрисдикции Южной Осетии, фактически контролирующей село, расположено в Знаурском районе, согласно юрисдикции Грузии — в Карельском муниципалитете.
Севернее находится село Верхний Цорбис (осет. Уæллаг Цъорбис) или Земо-Цорбиси (92 жителя, перепись 2015 года).

## География
Расположено на реке Проне Восточная (приток реки Кура) между сёлами Уахтана (к западу) и Корнис (к востоку).

## Население
Село населено этническими осетинами. В 1987 году — 130 человек. По переписи 2015 года — 88 жителей.

## Топографические карты
- Лист карты K-38-64 Цхинвали. Масштаб: 1 : 100 000. Состояние местности на 1987 год. Издание 1989 г.